# Вернио (Италия)
Вернио (итал. Vernio) — коммуна в Италии, располагается в регионе Тоскана, в провинции Прато.
Население составляет 6118 человек (2014 г.), плотность населения составляет 94 чел./км². Занимает площадь 63 км². Почтовый индекс — 59024. Телефонный код — 0574.
Покровителем коммуны почитается святой Леонард Ноблакский, празднование 6 ноября.

## Демография
Динамика населения:

## Администрация коммуны
- Официальный сайт: http://www.comune.vernio.po.it/